# Field's

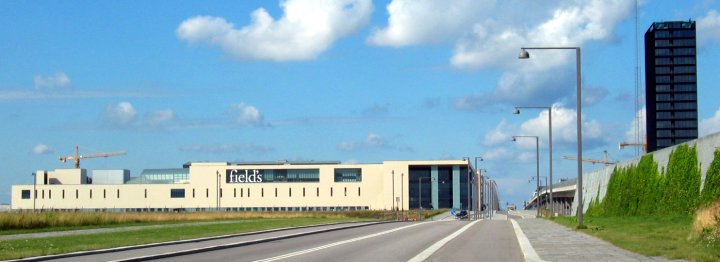
Field's (links) gezien vanaf het zuiden.

Field's is het grootste winkelcentrum in Denemarken en een van de grootste in Scandinavië.
Het is gesitueerd in Ørestad, Kopenhagen, dicht bij de snelweg E20 en het trein- en metrostation Ørestad.
Met de trein is het circa 7 minuten vanaf Københavns Hovedbanegård en met de metro ongeveer 10 minuten vanaf het stadscentrum (Kongens Nytorv).
Het hele winkelcentrum is circa 115.000 m² groot, met een winkelruimte van 65.000 m², en er zijn bijna 150 winkels en 20 cafés en restaurants. Er werken dagelijks zo'n 2.500 werknemers en er is parkeerruimte voor drieduizend auto's.
Het gebouw werd ontworpen door architectenbureau C.F. Møller, Evenden en Haskolls werd geopend op 9 maart 2004, met meer dan 250.000 bezoekers in de eerste week.